# Hatz (Jagd)

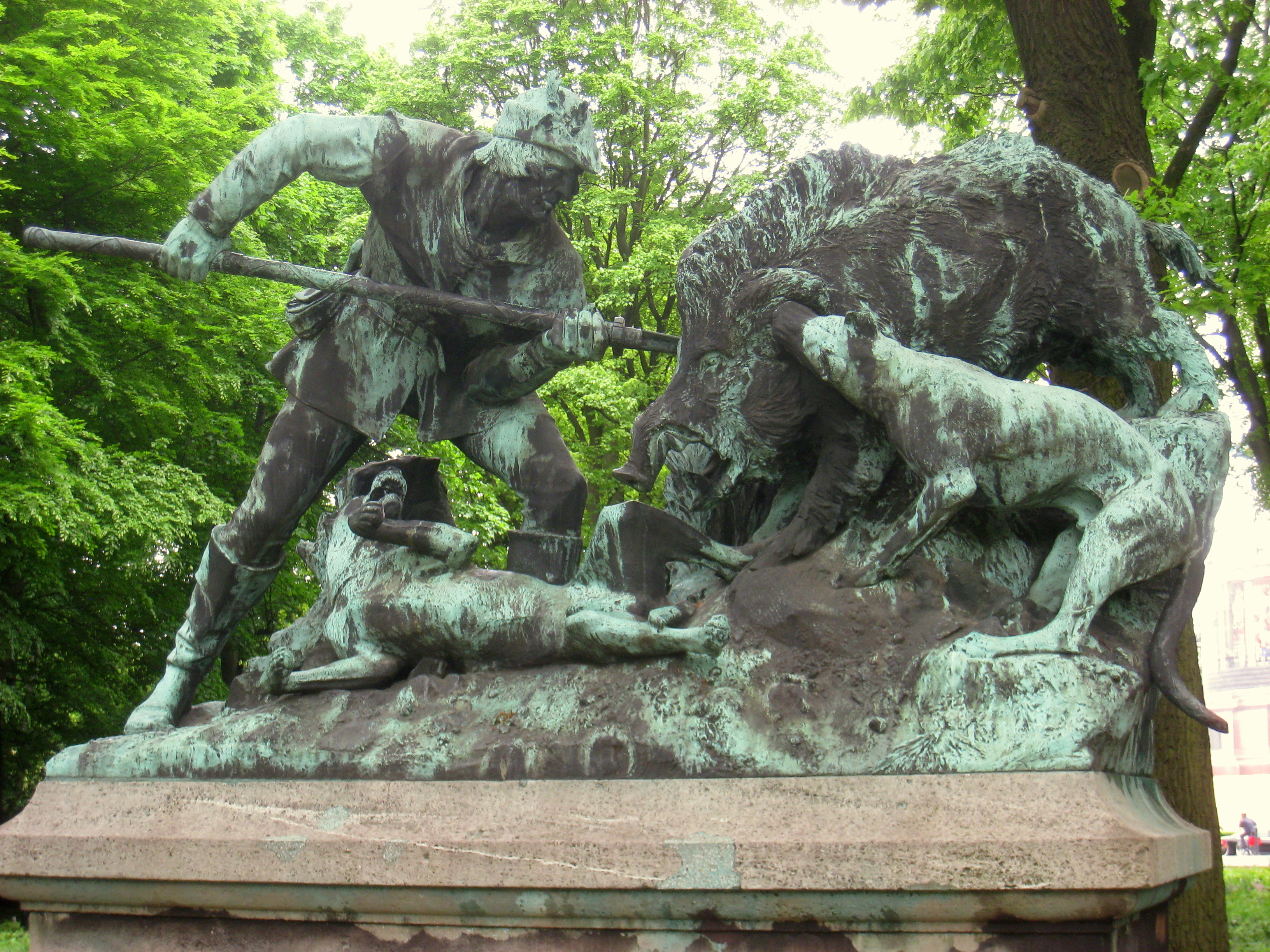
Die eine Sauhatz um 1500 darstellende Skulptur im Berliner Tiergarten von Carl Begas, 1904. Der Jäger scheint allerdings zu wenige Hunde zu haben. Während der eine den Keiler am Teller gepackt hat, ist der zweite schon von letzterem geschlagen.

Die Hatz war eine Form der Hetzjagd, bei der bestimmte Wildarten von Hatzhunden nicht nur gehetzt (verfolgt), sondern auch eingeholt und gepackt wurden.

## Abgrenzungen
Das Substantiv Hetze bezieht sich in der Jägersprache heute auf den Vorgang des Hetzens und Stellens am Ende einer Nachsuche, sofern das Wild noch flüchten kann. Bei der Hetzjagd wird auf bestimmtes Wild mit Hetzhunden gejagt. Nach Adelung ist Hetze die im Hochdeutschen üblichste Form des Wortes Hatz bzw. dessen Entsprechung.
Hetze und Hatz werden heute in der Jägersprache nicht synonym verstanden, wie das eventuell in der Alltagssprache sein mag, wo der Bedeutungsgehalt changiert und Hetze von Hatz, Hetzen und Hetzjagd geringfügig unterschiedlich sind Gelegentlich wurde Hetze auch als Hetzjagd auf kleineres Wild, wie Hasen, verstanden, während Hatz für die Jagd auf großes Wild, wie Wildschweine, stünde.
Die Hatz war im Gegensatz zur Parforcejagd keine Form der Ausdauer- oder Erschöpfungsjagd.
Bei der Parforcejagd war es nicht erwünscht, dass sich das gehetzte Wild den Hunden bereits früh stellte. Die Parforcehunde (siehe Laufhund) jagten auf der Spur. Der Hauptaspekt lag im Grunde auf dem Ritt der Jagdgesellschaft. Zum Ende dieser Jagd blieb das gejagte Stück Wild, etwa ein Hirsch, regelmäßig aus Entkräftung stehen und wurde dann von dem Jagdherren oder einem anderen hochgestellten Mitglied der Jagdgesellschaft getötet.
Bei einer Hatz hetzten die Hunde das Wild auf Sicht. Das Ziel war in der Regel, das Wild durch die Hunde zu stellen, d. h. an den Ort zu binden, es eventuell festzuhalten, es zu decken, damit ein Jäger es mit einer blanken Waffe töten konnte. Bei der Sauhatz galt es als ehrenhaft, einen in vollem Lauf heranstürmenden Keiler mit einem Saufänger oder einer Saufeder von vorne aufzuspießen.

## Art und Weise

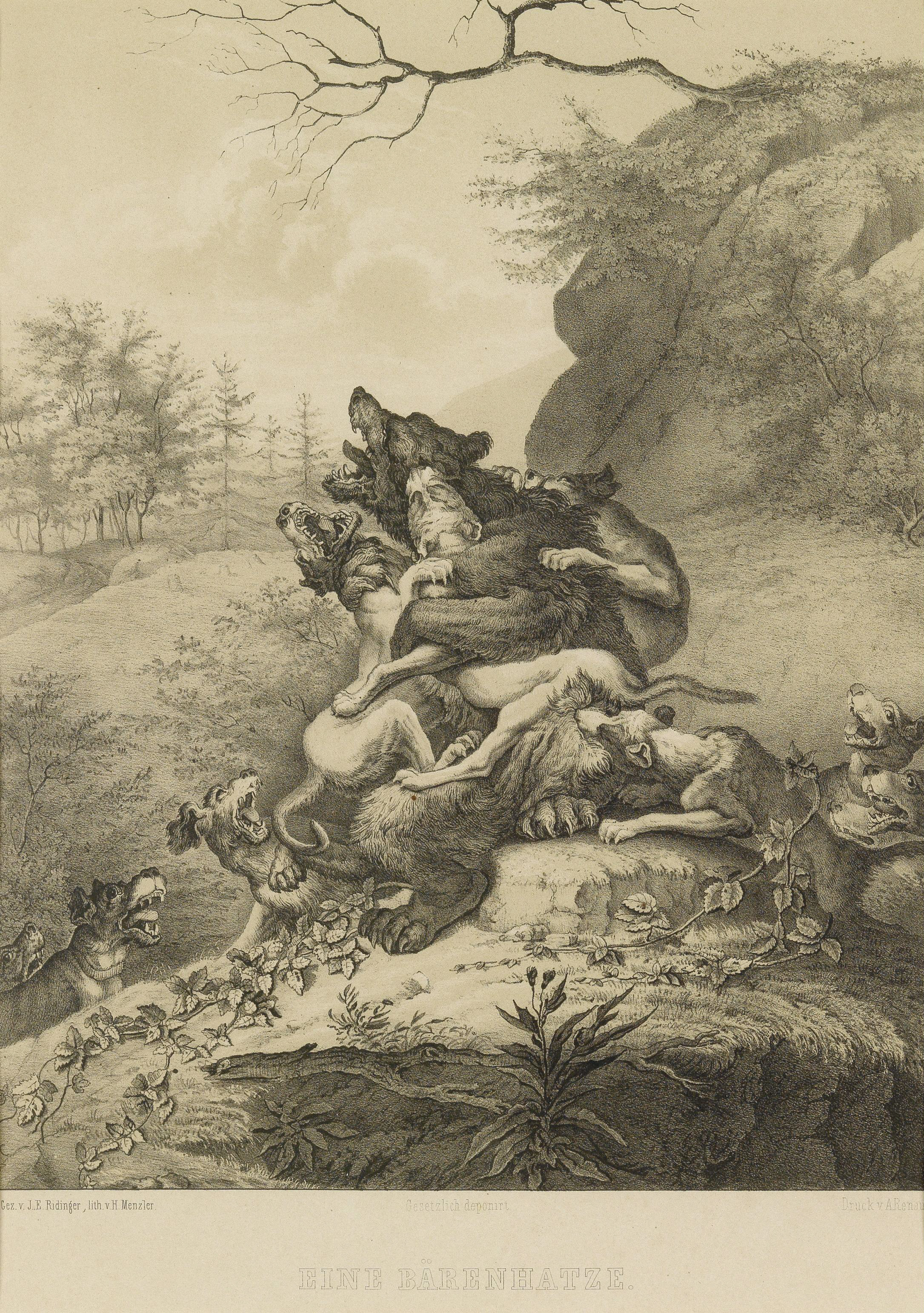
Zur Hatz auf Bären wurden „staerckste hunde vor ihne zum anfallen, packen und halten“ gebraucht, von denen die „große Englische Docken, die Baehrenbeisser und starcke Pommerische Rüden“ sich am besten eigneten, meint Ridinger, um 1750.

Zur Jagd auf größeres Wild, traditionell besonders Schwarzwild und Bären, wurden schwere und leichte Hetzhunde zusammen verwendet. Die Verfolgung wurde von den leichten Hunden angeführt, das Decken im Wesentlichen von den schweren Hunden besorgt. Die Art des Wildes bestimmte Zahl und Verhältnis der verwendeten Hunde. Zu den schweren Hetzhunden zählen unter anderem Doggen, zu den leichten insbesondere Windhunde. Zur Jagd auf Niederwild wurden leichte Hetzhunde verwendet, z. B. Windhunde. 
Die Gesamtheit einer gemischten Gruppe von Hetzhunden bezeichnete man ihrerseits ebenfalls als eine »Hatz«. Die Hunde einer solchen mussten an einander gewöhnt und gemeinsam eingehetzt worden sein. Für eine Sauhatz auf einen großen Keiler oder ein „Hauptschwein“ bestand eine ideale Hatz aus einem knappen Dutzend Hunden. Sollten weniger starke Wildschweine gejagt werden, konnte die Hatz auch aus weniger und weniger schweren Tieren gebildet werden. Je nach Größe und Umfang der Jagdveranstaltung konnten recht viele solcher Hatzen zum Einsatz kommen. Der Jagdherr und andere hochgestellte Jagdteilnehmer wechselten dann zwischen verschiedenen vorbereiteten Orten. Dabei wurde ersterer gegebenenfalls von einem Berittenen begleitet, der einen Leibhund desselben an der Hatzleine mitführte, welcher dann »Leib-Hatze« genannt wurde.

### Allgemeiner Ablauf einer Sauhatz
An jedem Ort wurden die Hatzen mittels deren Leiter (bei Hartig: „Hatzmeister“) und ihnen unterstellten Hundeführern so platziert, dass bekannte Einstände der Wildschweine mit mehreren Hatzen umstellt oder diese an wichtigen Wildwechseln positioniert wurden. Den hochgestellten Jagdteilnehmern, gegebenenfalls mit eigenen Hatzen, wurden die aussichtsreichsten Plätze zugewiesen. 
Sodann wurde ein Paar Saufinder oder Saubeller eingesetzt, das in die Dickichte geschickt wurde, um sie zu durchstreifen, die Sauen zu finden und sie durch Verbellen rege zu machen. Wenn die Sauen daraufhin auf geeignete lichte Plätze herauskamen, wurden sie behetzt, indem die Hatzhunde entweder nach und nach jeweils paarweise oder als ganze Hatz insgesamt mit einem Mal auf Sicht losgeschickt wurden. Wobei darauf geachtet wurde, dass die Hunde das Wild auch wirklich sehen; war dies nicht gegeben, wurde dies sichergestellt, indem sie den Hunden, die zuerst geschickt wurden, gezeigt wurden. Leichtere schnelle Hunde der Hatz besorgten, dass Wildschweine möglichst nicht entkommen konnten; während die schwereren versuchten, die Sauen zu stellen. Zum Packen und Festhalten der kräftigsten Wildstücke waren die schwersten Hunde der Hatz bestimmt – im Idealfall erfolgte dies an beiden Ohren des Wildschweins.

### Hatz auf den Ball
Blieben die Sauen nach dem Losschicken der Finder in unzugänglichem Dickicht o. ä. verborgen – also für die Jagdteilnehmer nicht sichtbar –, wurde »auf den Ball gehetzt«. Bei dieser »Hatz auf den Ball« wurde eine gesamte Hatz auf das Gebell der Finder bezüglich der Sauen geschickt – die Hatzhunde jagten insoweit also zunächst weder mit dem Geruchssinn noch auf Sicht, sondern nach Gehör. Diese Variante galt als riskanter und weniger sicher, da einige oder alle Hatzhunde an der Stelle, wo der Finder die Sau beschäftigte, vorbeischießen konnten, die Hunde hier länger ohne die Hilfe der Jäger auskommen mussten und daher eher von dem als sehr wehrhaft geltenden Wild geschlagen werden konnten und anderes mehr.

### Abschluss
Die Jäger folgten den Hatzen sowohl zu Fuß als auch zu Pferde. Um die Hunde nicht zu gefährden, setzte der Jäger zum sogenannten Abfangen (Töten) des Schweins Saufeder bzw. Hirschfänger  ein. Der dazu bestimmte Jäger näherte sich dem durch die Hunde gebundenen Schwein von hinten und stieß genannte Jagdwaffe unter das Schulterblatt. Es war im Grunde vorteilhaft und erwünscht, dass die Hunde nicht etwa losließen, bevor dies geschehen war; worauf der Jäger hinzuwirken hatte, da er sonst sein eigenes Leben gefährdete. Dies brachte es allerdings mit sich, dass einige Hunde danach „ab-“ oder „losgebrochen“ werden mussten. Dafür führte man eine Art „Hebel“ oder „Knebel“ mit, der etwas mehr als daumendick, 10 bis 16 Zoll lang war und wohl an einem Ende verjüngend zulaufend aber stumpf sein musste. Alternativ sollte ein Kniff in die Rute helfen.
Bei einer fürstlichen Jagd konnte auf diese Weise mehrere Orte abgejagt werden, die vorher mittels Leithund eingegrenzt, durch Jagdpersonal vorgearbeitet und an denen bereits weitere Hatzen placiert etc. worden waren.

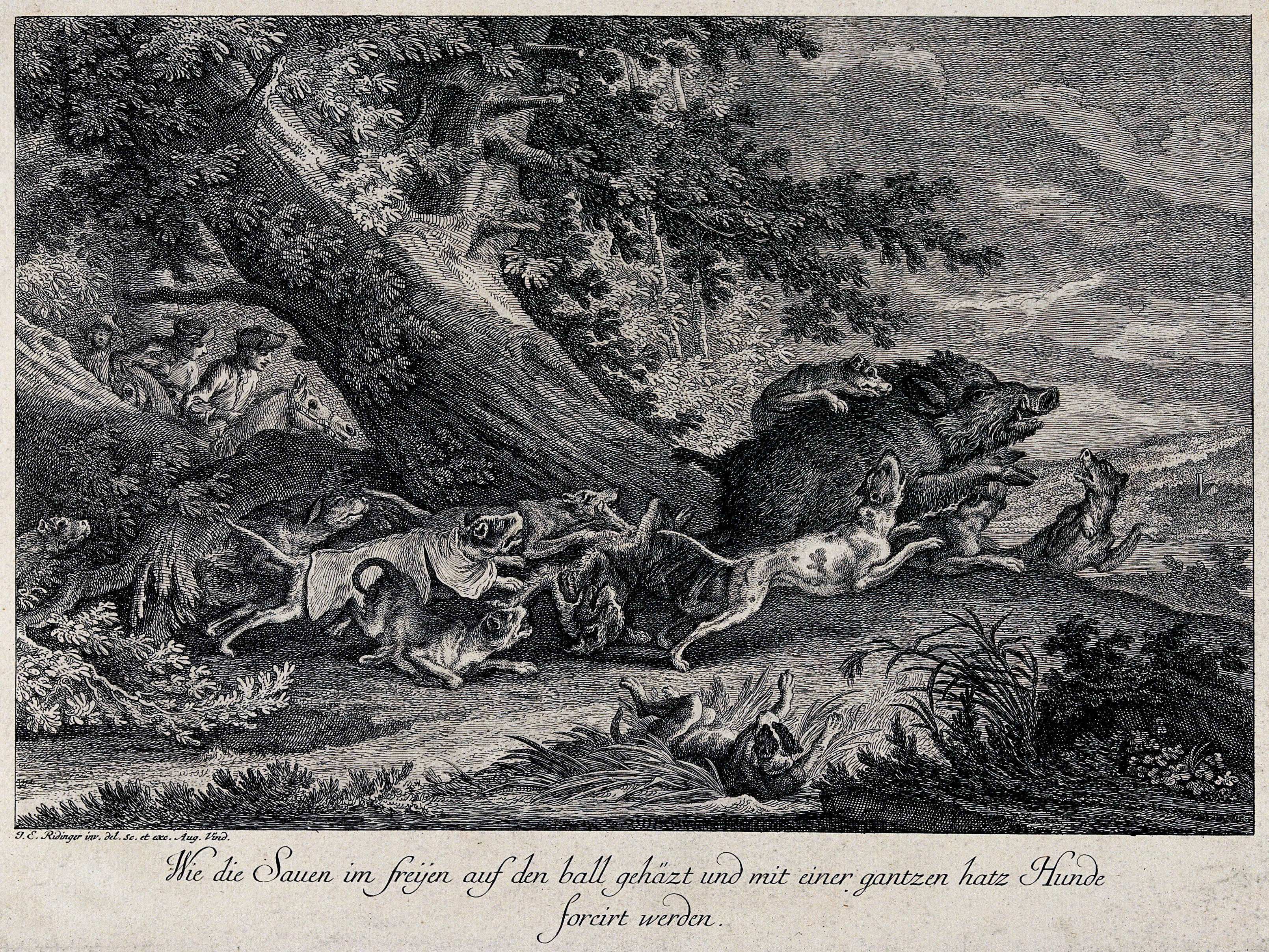
Eine ganze Hatz Sauhunde wurde „auf den Ball“ gehetzt – von Ridinger, um 1750

### Wundversorgung
Wegen der zu erwartenden Verletzungsgefahr für Mensch und Tier war an der fürstlichen Sau- und Bärenhatz meist auch ein Arzt beteiligt, der sowohl Mensch als auch Hund zu versorgen hatte. Ein altes Sprichwort lautet: „Wer Sauen will jagen, muss Hunde dran wagen“. Eine Heilbehandlung der Hunde war aber auch bei nichtfürstlichen Jagden im 18. Jahrhundert üblich. Die einfachste Form der Wundversorgung der Hunde erfolgte mittels einer „Heft-Nadel“ mit Seidenfaden sowie mit Messern zum Säubern der Wunden. Sofern keinen Eingeweide verletzt worden waren, bestanden nach Angabe einiger Autoren durchaus gute Heilungschancen. Auch wurden in der Regel Wägen mitgeführt, auf denen nicht nur das erlegte Wild, sondern auch verletzte Hunde abtransportiert wurden. Üblich war es auch, dass jedenfalls die als Packer eingesetzten Hatzhunde bei der Hatz auf Schwarzwild teilweise mit Panzerjacken aus Leinen, welche an der Unterseite mit Fischbein verstärkt waren, geschützt wurden.

## Sport
Mit den ursprünglich speziell zur Hatz verwendeten Hunden wurden vor allem in England – wo das Wildschwein bereits am Anfang des 17. Jahrhunderts ausgerottet worden war – auch Unterhaltungs- und Sportveranstaltungen durchgeführt. Bei diesem „Bären- und Bullenbeißen“ wurden Teile der Hatz imitiert und die dafür verwendeten Hunde wurden demgemäß als „Bulldogs“ bezeichnet; aus ihnen entstand später die Hunderasse Englische Bulldogge.
Aus der Hasenhetze mit Windhunden gingen das Coursing (engl. für Hatz) und das Windhundrennen auf einer Rennbahn hervor; dabei wird noch heute eine künstliche Beuteattrappe verwendet.

## Rechtssituation in Deutschland
Gemäß § 19 Abs. 1 Nr. 13 Bundesjagdgesetz ist die Hetzjagd auf Wild verboten. Hackbarth/Lückert geben als (rechtliche) Definition für Hetzjagd an: jede Form der Jagd, bei der das gejagte Tier vom hetzenden Tier festgehalten wird, bevor es vom Jäger getötet wird. Mithin ist die Hatz eine gemäß § 19 Abs. 1 Nr. 13 BJagdG verbotene Hetzjagd.
Nach § 3 S. 1 Nr. 8 Tierschutzgesetz ist das Hetzen eines Tieres auf ein anderes verboten. Ausgenommen von diesem Verbot sind Erfordernisse waidgerechter Jagdausübung, wie bei der Hetze. Bei letzterer sind die Jagdzeiten der einzelnen Tierarten zu beachten und es dürfen nur Tiere gejagt werden, die in § 2 BJagdG aufgeführt sind. Außerdem dürfen nur solche Hunde eingesetzt werden, die entsprechend ausgebildet und geprüft wurden.